# اما ساهاکیان
اما روبنی ساهاکیان (ارمنی: Էմմա Ռուբենի Սահակյան؛ انگلیسی: Emma Sahakyan؛ زادهٔ ۱۵ مارس ۱۹۳۵) دانشمند اهل ارمنستان است.

## زندگی‌نامه
وی در ۱۵ مارس ۱۹۳۵ در تفلیس به دنیا آمد و از دانشگاه دولتی ایروان فارغ‌التحصیل گشت. 

## یادداشت
1. ↑  տեխնիկական գիտությունների դոկտոր